# Var är vi nu?
Var är vi nu? är en låt av den svenska rockgruppen Kent, utgiven som den andra och sista singeln från deras elfte studioalbum Tigerdrottningen 2014. Singeln släpptes först som digital nedladdning i en alternativ version den 1 januari 2014. Den 25 juli samma år släpptes en limiterad 7"-vinyl i 1500 exemplar.
Låten nådde som bäst 21:e plats på Sverigetopplistan.

## Musikvideo
Videon till låten producerades av Is This Is i regi av John Boisen & Björn Fävremark. Den hade premiär på Youtube den 21 maj 2014.

## Låtlista
Digital nedladdning
1. "Var är vi nu?" (alternativ version) – 4:17

Limited Edition 7"-vinyl
1. "Var är vi nu?"
2. "Var är vi nu?" (alternativ version)

## Listplaceringar
| Lista (2014)                | Högsta placering |
| --------------------------- | ---------------- |
| Sverige (Sverigetopplistan) | 21               |